# Моррис, Дэвид (снукерист)
Дэ́вид Мо́ррис (англ. David Morris) — ирландский профессиональный игрок в снукер. Родился 27 ноября 1988 года в Килкенни, Ирландия.

## Карьера
В 16 лет Дэвид достиг 1/4 чемпионата мира среди игроков до 21 года. Он был чемпионом Ирландии почти во всех возрастных категориях. В 2004 стал самым молодым чемпионом среди юниоров.
Моррис выиграл турнир Lucan Racing Irish Classic 2007, переиграв Фергала О’Брайена в финале, 5:2.

## Победы на турнирах

### Нерейтинговые турниры
- Irish Classic — 2007